# Wilhelmplatz
De Wilhelmplatz is een vroeger plein in het Berlijnse stadsdeel Mitte op de hoek van de Wilhelmstraße en Voßstraße. Het plein gaf ook zijn naam aan het metrostation, dat later van naam veranderde in Mohrenstraße. Een aantal belangrijke gebouwen werden rond het plein gebouwd, zoals de oude Rijkskanselarij, het gebouw van het ministerie van Financiën en het "grand hotel" Kaiserhof uit 1875. 
Het plein werd in 1721 aangelegd bij de uitbreiding van Friedrichstadt en kreeg in 1749 de naam Wilhelmplatz, naar koning Frederik Willem I van Pruisen . Het eerste gebouw op het plein was het Ordenspalais uit 1737, aan de noordkant, dat diende als zetel van Orde van de Johannieten. Aan de andere kant van de Wilhelmstraße aan de westzijde ligt het Palais Schulenburg uit 1739. Na de zevenjarige oorlog, kreeg het plein marmeren standbeelden van de legeraanvoerders Kurt Christoph von Schwerin, Hans Karl von Winterfeldt, Friedrich Wilhelm von Seydlitz (door Jean-Pierre-Antoine Tassaert, 1781), James Francis Edward Keith en Joachim von Zieten (door Johann Gottfried Schadow). In 1857 werden de standbeelden vervangen door bronzen kopieën.
In 1950 Wilhelmplatz werd het plein herdoopt tot Thälmannplatz, naar de partijleider Ernst Thälmann. 

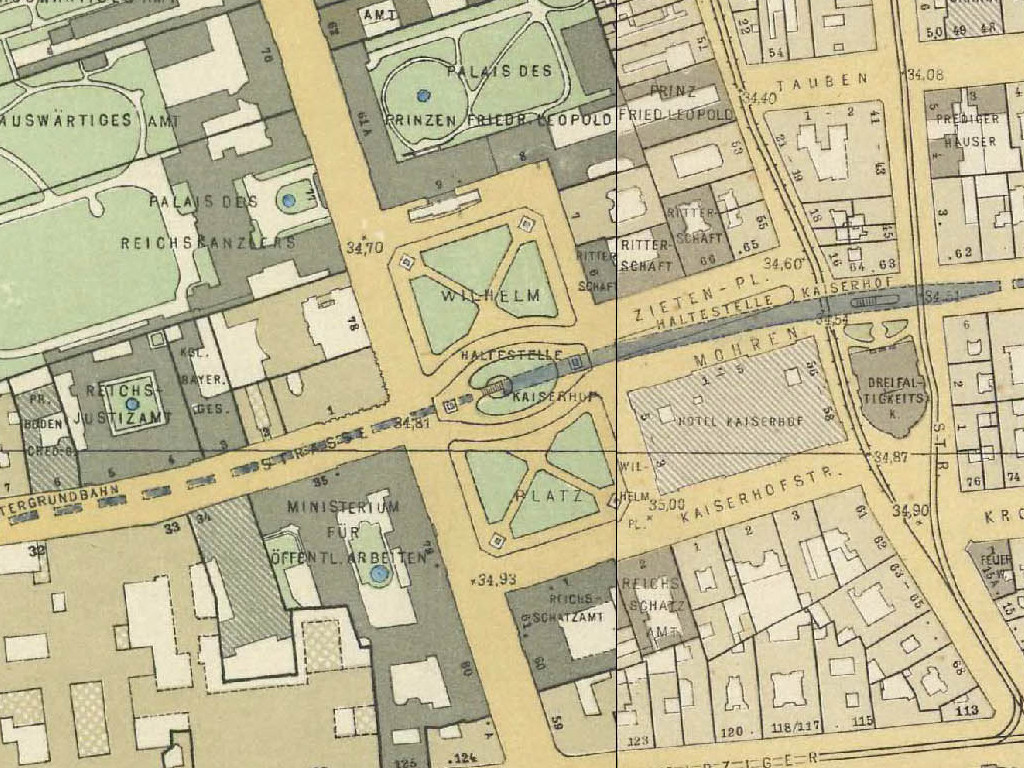
Wilhelmplatz op het stratenplan van 1910
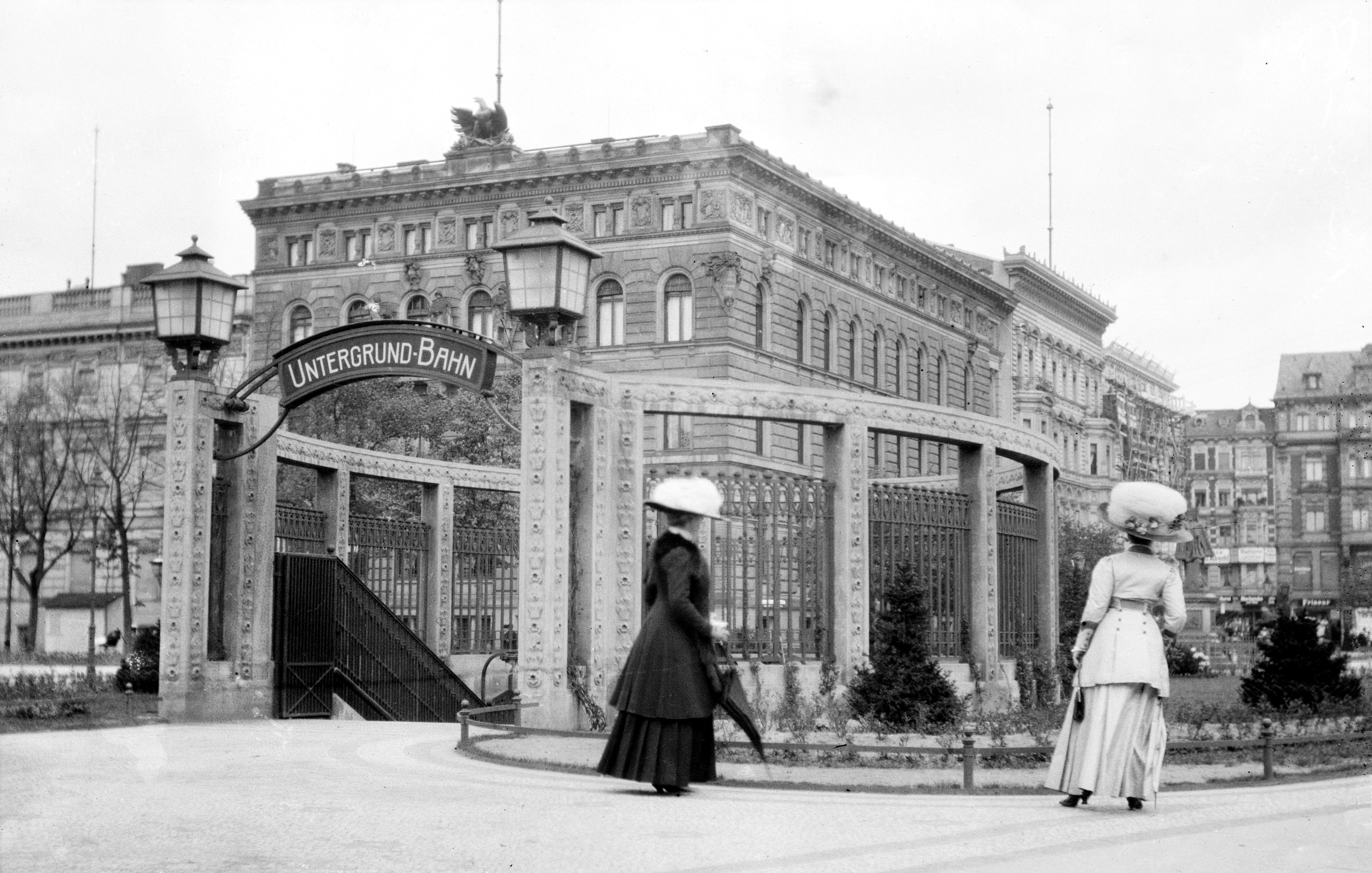
Het U-Bahn-station op Wilhelmplatz, begin van de jaren 1900
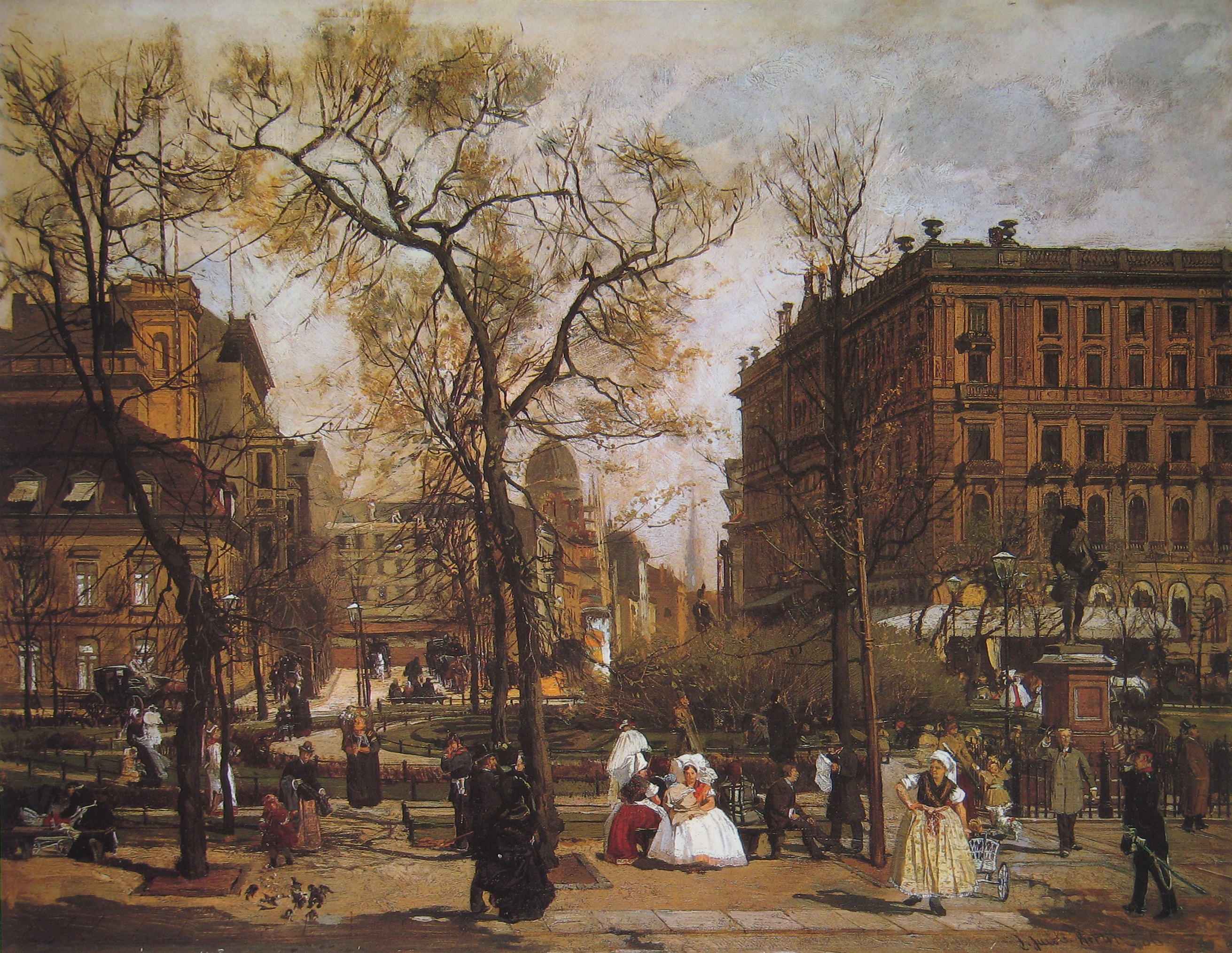
Schilderij van Julius Jacob de Jongere